# Sagartiogeton robustus
Sagartiogeton robustus is een zeeanemonensoort uit de familie Sagartiidae.
Sagartiogeton robustus is voor het eerst wetenschappelijk beschreven door Carlgren in 1924.